# Vaňkovka Fest
Vaňkovka Fest je brněnský hudební open-air festival, který se koná každoročně (s výjimkou covidového roku 2020) od roku 2014 v brněnské ulici Ve Vaňkovce. Koná se pravidelně v červnu. První ročník nesl název Your Fest Vaňkovka a vystoupili na něm např. Jan Budař, Tonya Graves či Dan Bárta. Vstup na koncerty je volný.